# قصر الناصر باي
قصر الناصر باي هو قصر تونسي يقع في سيدي بوسعيد في ضواحي تونس العاصمة.

## التاريخ
القصر الواقع أسفل هضبة سيدي بوسعيد، كان في الأصل على ملك الشيخ الطاهر بن محمد بن عاشور، وبعد وفاة هذا الأخير في 1858، أخذه محمد الصادق باي من ورثة الشيخ مقابل هنشير (قطعة أرض) لهم، وأهداه إلى ابن أخيه محمد الناصر باي.

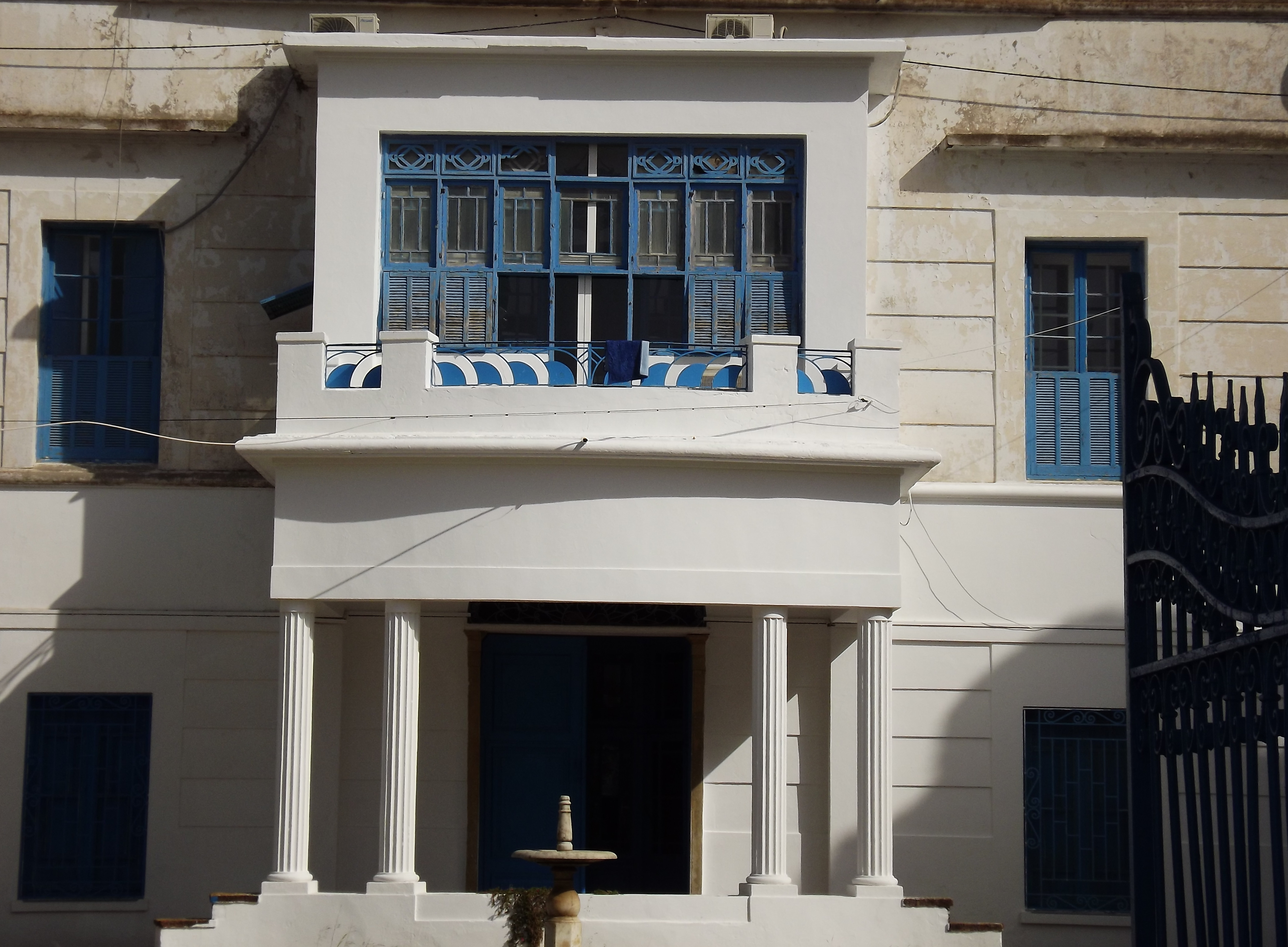
مدرج ومدخل القصر.
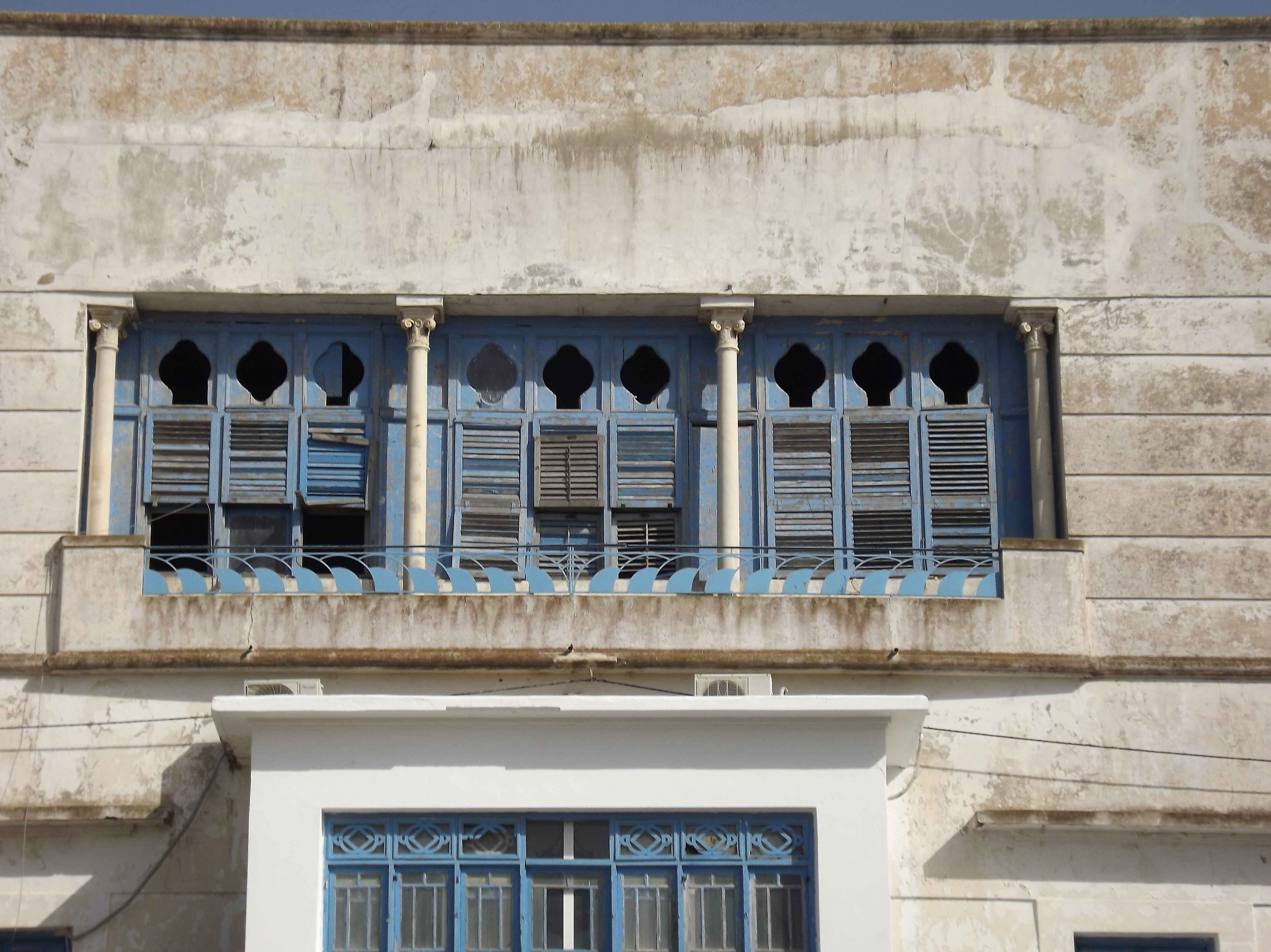
نوافذ الواجهة.